# Andrew Zuckerman
Andrew Zuckerman (* 1977) ist ein US-amerikanischer Fotograf und Regisseur.
Andrew Zuckerman erhielt 2007 einen D&AD Yellow Pencil Award. Sein erster Film, High Falls, hatte auf dem Sundance Film Festival Premiere und wurde auf dem Woodstock Film Festival ausgezeichnet.